# Rezerwat przyrody Cisy w Hucie Starej

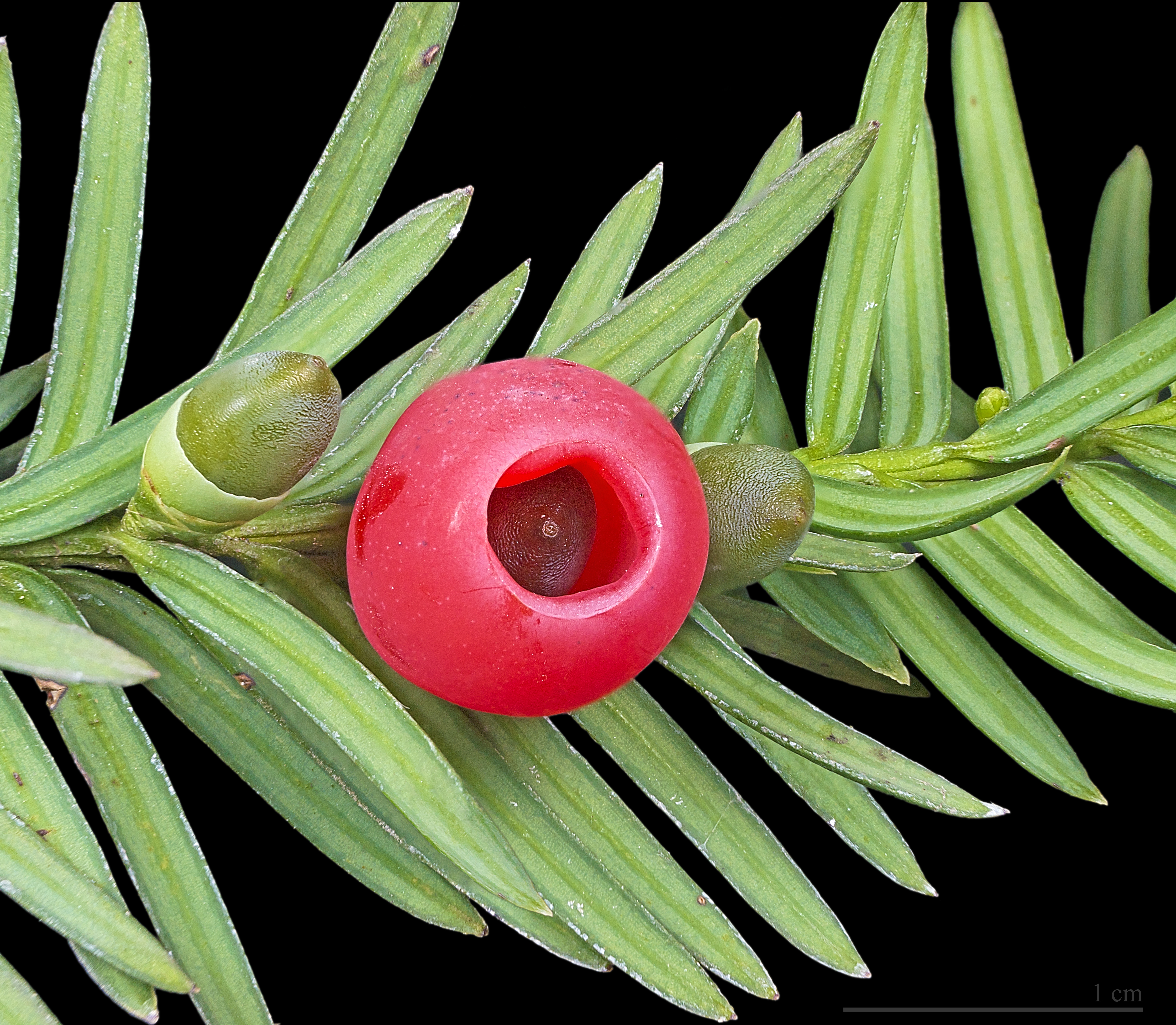
Cis pospolity

Rezerwat przyrody Cisy w Hucie Starej – rezerwat leśno-florystyczny o powierzchni 2,92 ha, utworzony w 1957 roku, znajdujący się na południe od wsi Mysłów w gminie Koziegłowy. Wziął nazwę od wsi Stara Huta.
Rezerwat został powołany Zarządzeniem MLiPD z dnia 17 maja 1957 r. (M.P. z 1957 r. nr 52, poz. 330) na powierzchni 1,70 ha w celu ochrony naturalnego stanowiska cisa. Zarządzenie MLiPD z dnia 8 lipca 1963 r. powiększyło go do 2,07 ha (M.P. z 1963 r. nr 57, poz. 289). Położony jest na Jurze Krakowsko-Częstochowskiej, nad górną Wartą, w leśnictwie Koziegłówki. Rejon ten jest malowniczo pofałdowany, obfituje w potoki i mokradła.
Jest to rezerwat częściowy. Zbiorowisko rezerwatu to dobrze zachowane naturalne stanowisko cisa pospolitego Taxus baccata (pod ścisłą ochroną) w lesie wilgotnym mieszanym z udziałem sosny pospolitej, świerka pospolitego, olszy czarnej i dębu bezszypułkowego. Cisy są mocno rozgałęzione, mają wygląd krzewiasty, są drzewami wiecznozielonymi. W 1988 r. zidentyfikowano w rezerwacie ok. 80 okazów cisa pospolitego w wieku ok. 90 lat. Obecnie (2014 r.) populacja cisa w rezerwacie jest średnio liczna i składa się z 51 osobników.
W bezpośrednim sąsiedztwie rezerwatu przebiegają rowerowe szlaki turystyczne: z Siewierza do Myszkowa (znaki czarne) oraz z Myszkowa do Poraja (znaki niebieskie). W pobliżu, przy drodze z Pińczyc do Koziegłów, wydzielono parking dla samochodów.